# 金生村
金生村（きんせいむら）は山梨県東八代郡にあった村。現在の笛吹市中部、中央自動車道一宮御坂インターチェンジの南西一帯にあたる。

## 歴史
- 1875年（明治8年）10月13日 - 八代郡尾山村・下野原村・栗合村・蕎麦塚村が合併して金生村となる。
- 1878年（明治11年）7月22日 - 郡区町村編制法の施行により、金生村が東八代郡の所属となる。
- 1889年（明治22年）7月1日 - 町村制の施行により、金生村が単独で自治体を形成。
- 1942年（昭和17年）6月1日 - 錦村と合併して錦生村が発足。同日金生村廃止。